# بيير ويليام (ضابط بالبحرية الفرنسية)
بيير ويليام (بالفرنسية: Pierre Guillaume)‏ هو ضابط بالبحرية الفرنسية ‏ فرنسي، ولد في 11 أغسطس 1925 في Saint-Servan ‏ في فرنسا، وتوفي في 3 ديسمبر 2002 في باريس في فرنسا بسبب سرطان.